# 布拉日·马科维茨
布拉日·马科維茨（1990年3月21日—），斯洛維尼亞籃球運動，他現在效力於斯洛文尼亞球隊奧林匹亞聯盟籃球俱樂部，他也是斯洛維尼亞國家男子籃球隊的一員。